# Escuela de Nueva York (poesía)
La Escuela de Nueva York (New York School) es un grupo de poetas estadounidenses del siglo XX formado en su primera generación por Frank O'Hara (1926-1966), John Ashbery (1927-2017), Kenneth Koch (1925-2002), James Schuyler (1923-1991) y Barbara Guest (1920-2006), y en la segunda por Ron Padgett (1942-), Ted Berrigan (1934-1983), Dick Gallup (1941-), Bernadette Mayer (1945-), Alice Notley (1945-), Kenward Elmslie (1929-) y Joseph Ceravolo (1934-1988), entre otros.
Los versos de estos escritores se distinguen por el detalle visual y una estrecha relación con el movimiento pictórico conocido como Expresionismo Abstracto, también desarrollado principalmente en Nueva York. Este grupo poético surge allí, en las décadas de los cuarenta y cincuenta del siglo XX. La ciudad inspira numerosos textos de los poetas mencionados, entusiasmados con ella como antes que ellos su principal precedente, Walt Whitman. En pintura, los dos máximos representantes de esta corriente son Jackson Pollock y Willem de Kooning, artistas que en sus cuadros destacaron la espontaneidad, valor que en las telas de estos pintores (como en otras ramas del arte de entonces: la música experimental de John Cage, que incluye ruidos ambientales, el jazz, la improvisación teatral de los happenings) se produce como en los versos de Frank O'Hara, de forma que el acto de la comunicación y el resultado final de la composición son una y la misma cosa, ya que en última instancia lo que importa es la crónica del acto de la creación. Esta estética fue influida por la mayoría de los "ismos" o estéticas de Vanguardia, y especialmente por la escritura automática, las asociaciones libres y el predominio de la intuición del surrealismo.
Los poetas más importantes de la primera promoción son Frank O'Hara y John Ashbery. O'Hara llegó a la ciudad de Nueva York en 1951 y fue director del Museo de Arte Moderno de esta ciudad, y además de poeta y crítico de arte fue también dramaturgo (escribió Awake in Spain (1960), obra en torno a la restauración de la monarquía española); él aglutinó y acaudilló a este grupo hasta su fallecimiento en 1966. Esta primera promoción o constelación tenía bastantes elementos en común:
- Excepto Schuyler, todos estudiaron en la Universidad de Harvard.
- Excepto Koch, eran homosexuales.
- Todos ellos hicieron crítica de arte y se sienten más influidos por las artes plásticas que por la tradición literaria, siendo frecuente en ellos la interdiscursividad.
- Excepto Ashbery, cada uno hizo su servicio militar y vivió en Nueva York.
- Todos sentían devoción por surrealistas franceses como Raymond Roussel, Pierre Reverdy y Guillaume Apollinaire.
- Rechazan la trascendencia, apoyando en su lugar la movilidad, la inestabilidad, el cambio.

Según la crítica, los poetas de la escuela neoyorkina reaccionaban contra el movimiento de la poesía confesional. En los poemas de O'Hara (muchos de ellos transcripciones de hechos casuales), Nueva York refleja estados emocionales y como en Federico García Lorca la ciudad tiene una función arquetípica que se inscribe dentro de una tradición poética representada por Whitman, Hart Crane y William Carlos Williams. O'Hara no está interesado en la permanencia, sino en presentar lo incidental, es decir, en captar la emoción profunda del instante, el detalle significativo. A la especial relación afectiva del poeta con los otros, y con el poema, la denominó "Personismo", su peculiar estética: "El poema es, en último término, algo entre dos personas en vez de entre dos páginas". En general, los poemas de escuela neoyorkina hablan de momentos de observación, mientras que el estilo de escritura es descrito como cosmopolita, inmediato y espontáneo, semejante al flujo de conciencia y con imágenes vivas, inspirándose en el surrealismo y las vanguardias de los artistas de Nueva York, incluida la action painting del expresionismo abstracto. Johns Ashbery, por ejemplo, proclamó que su obra "se sostiene sobre una improvisación interminable, nunca he tenido un protocolo que cumplir".
La segunda promoción fue influida por Frank O'Hara y la técnica, collages y voces múltiples de Ashbery, pero mientras la primera promoción sentía interés y devoción por el expresionismo abstracto, a los de esta segunda les une el gusto por el pop art y el culto a lo banal, a lo superfluo, la evasión de temas profundos que constituía el fundamento del expresionismo abstracto. Tanto los poetas de la primera como los de la segunda generación eran autores que llevaban una vida social muy intensa en una ciudad caracterizada como un gran collage de razas, culturas y credos.